# Боснешки карстов район
Боснешкият карстов район е комплекс от карбонатни скали, формирани през триас, в които е врязан Пернишкият разломен сноп, с ориентация 120° – 140°. Разполага се в горното течение на река Струма, като заема планината Голо бърдо и около 30 км2 от южните склонове на Витоша. Релефът в областта е планински. Средната надморска височина е около 900 м. Най-високо се разполага ридът „Асланов рид“ – 1478 м н.в. Почти цялата територия на района е включена в Природен парк Витоша. Окарстените скали заемат около 23 км2. Северно от село Боснек, на територията на парка, е изградена „Алея на боснешкия карст“. 

## Карстови процеси
Основно значение за окарстяването и формирането на подземната хидрографска мрежа имат водите на река Струма. На следващо място са валежите, които инфилтрират зоната на аерация на карста. Карстовите води в района са главно хидрокарбонатно – калциево – магнезиеви, а пукнатините в зоната на аерация са хидрокарбонатно – магнезиево – калциеви. Минерализацията в различните части се изменя от 145 до 575 мг/л.
От системата на Духлата се изнасят средно около 5 г/сек., като около 70% от тях са CaCO3 и MgCO3. При дължина на карстовата система 2,7 км по права линия, градиентът на нарастване на разтвореното вещество е около 90 г/км. За системата на Врелото този градиент е около 50 г/км, при изнасяно вещество около 25 г/сек.

## Алея на Боснешкия карст
Алеята на Боснешкия карст е кръгов туристически маршрут с дължина 10 км в югозападната част на Природен парк Витоша, по южните склонове на планината. Алеята започва от покрайнините на с. Боснек, изкачва се на север срещу течението на река Добри дол, продължава на запад, а после на юг и завършва отново в с. Боснек. По нейното протежение са поставени 10 информационни табла, които запознават посетителите с видовото разнообразие и природните забележителности в района.

### Живата вода
„Живата вода“ е сифонен (пулсиращ) карстов извор, разположен в края на Алеята, на 1070 м ред.н. в.